# Хау-Лі Фань
Хау-Лі Фань (англ. Hau-Li Fan, 8 вересня 1997) — канадський плавець.
Учасник Олімпійських Ігор 2020 року, де в марафонському плаванні на дистанції 10 кілометрів посів 9-те місце.